# Liang Hongyu
Liang Hongyu (1102-1135) fue una mujer general china de la Dinastía Song. Se hizo famosa durante las luchas de la dinastía contra los jurchen de la dinastía Jin. Su nombre original se perdió con el tiempo. En la historia oficial es simplemente conocida como "Señora Liang" (梁氏) "Hongyu" (红玉; en chino, "Jade Rojo"), el nombre que se conservó en el folclore, las óperas chinas y novelas después de su muerte heroica en batalla en 1135. Era la esposa de Han Shizhong, otro general Song recordado por resistir a los invasores de la dinastía Jin junto con Yue Fei y otros.

## Primeros años
El padre de Liang era un comandante del ejército en la frontera, donde el imperio Song era acechado por los yurchen. Le enseñó a su hija sus habilidades marciales y no vendó sus pies. Fue una maestra en las artes marciales. Varias crónicas la presentan como una mujer de increíble fuerza y maestría con el arco.
En cierto momento fue obligada a servir como esclava al ser castigado su padre por perder una batalla crítica. Según algunos relatos históricos, su trabajo esclavo podría ser similar al de una luchadora de lucha libre actual. Durante la dinastía Song, la lucha femenina era un deporte popular que incluso atraía a los emperadores a ir a ver mujeres luchando en combates públicos. La mayoría de las luchadoras vestían como los luchadores varones, llevando nada más que un taparrabos. Este deporte estaba ya completamente prohibido durante la Dinastía Ming pues para entonces la gente lo percibía como indecente. Algunos historiadores modernos argumentan que esta sería la razón por la que su condición fue malinterpretada como prostitución por algunos historiadores Ming.
En algún momento de su carrera, conoció a su marido Han Shizhong, aunque los relatos sobre cómo exactamente se conocieron varían. La versión más creíble es que fue durante un banquete que Han ofreció a sus tropas. Han había dirigido a sus hombres en el aplastamiento de una rebelión en el sur de China, donde Han personalmente había arrestado al líder rebelde Fang La. Aun así, su superior se robó su crédito, para disgusto de Han. Liang sabía la verdad y admiró la victoria de Han. Había ahorrado el suficiente dinero para comprar su libertad. En cuanto fue libre, se convirtió en la segunda esposa de Han.
Los jurchen pronto iniciaron la conquista total del imperio Song. Han armó un ejército para luchar contra ellos y Liang actuó como general en el ejército de su marido.

## Restaurar al emperador Song
El ejército de Han y Liang pronto se convirtió en la fuerza principal contra los jurchen después de que los Song perdieron su capital y se replegaron al sur. Después que los jurchen capturaron a dos emperadores Song (El Emperador Huizong y el Emperador Qinzong), el Emperador Gaozong restableció el gobierno de los Song en el sur. En 1129  hubo un golpe de Estado en la corte y Gaozong fue tomado como rehén y forzado a abdicar. Por entonces, Han dirigía un ejército en la primera línea. Liang también fue arrestada en su casa con la esperanza de forzar a su marido a rendirse. Trabajó con los partidarios del Emperador Gaozong para elaborar un plan que indujo al líder rebelde a liberarla como mensajera y gesto de buena voluntad para con su marido. De inmediato, cabalgó hasta su marido y le describió las defensas de los rebeldes. Esto permitió a Han aplastar el golpe y restaurar al Emperador Gaozong. Después, Liang fue recompensada con el noble rango de "Noble Dama de Hu Guo" (护国夫; en chino, Noble Señora Protectora de la Nación), el cual no tenía nada que ver con el rango de su marido. Esto es casi único en la historia china donde las mujeres nobles conseguían sus rangos normalmente a través de sus maridos.

## Batalla de Huangtiandang
Poco después, cuando los jurchen una vez más atacaron e invadieron Hangzhou en 1129, Liang y su marido lideraron sus fuerzas en una emboscada al ejército enemigo cuando regresaba al territorio Jin. Sus tropas eran inferiores en número pero la Batalla de Huangtiandang comenzó. Esta consistió en una serie  de batallas navales en el río Yangtze. Liang elaboró un plan para dirigir a los soldados con sus tambores. Cuándo la batalla empezó, las tropas Song fueron rechazadas por las Jurchen muy superiores en número. Con gran coraje, Liang tiró su casco y armadura, batiendo los tambores y dirigiendo la carga hacia la formación enemiga. Esto se convirtió en un punto de inflexión de la batalla. Los barcos-tigre chinos, los cuales estaban dotados de lanzallamas, destruyeron muchos navíos Jin mientras Liang les dirigía con sus redobles. Los Jurchen se vieron atrapados por un mes, hasta que un traidor les reveló una debilidad en el cerco chino y huyeron, pero con grandes pérdidas.

## Vida más tardía
En 1135 Han fue nombrado jiedushi de Wuning Anhua (武宁安化军节度使). Liang y su marido reconstruyeron la fortaleza de Chuzhou y aumentaron sus defensas. Ellos y sus soldados también trabajaron reconstruyendo casas y plantando campos.

## Legado
Varias poesías fueron escritas en su honor, lo cual contribuyó a su fama.
Junto con Qin Liangyu, la Decimotercera Hermana y la legendaria Hua Mulan,  es una  de las guerreras más conocidas en China.